# آنتونی جوزف سیریکا
آنتونی جوزف سیریکا (انگلیسی: Anthony Joseph Scirica؛ زادهٔ ۱۶ دسامبر ۱۹۴۰) وکیل، قاضی، و سیاستمدار اهل ایالات متحده آمریکا است.
وی همچنین برندهٔ جوایزی همچون برنامه فولبرایت شده‌است.

## تحصیلات
او از دانش‌آموختگان دانشگاه وسلین است.